# Ralph George Hawtrey
Ralph George Hawtrey, född 22 november 1879, död 21 mars 1975, var en brittisk nationalekonom.
Hawtrey blev anställd i finansdepartementet 1904 och avdelningschef där 1919. Han åtnjöt internationellt anseende som expert på penning- och kreditfrågor och verkade för hindrandet av värdestegring av guld. Hawtrey ansåg det vara centralbankernas plikt att under depressionstider genom uppköp av obligationer ställa ökade kreditmöjligheter till näringslivets förfogande. Bland Hawtreys skrifter märks Good and bad trade (1913), Currency and credit (1919, 3:e upplagan 1928), The economic problem (1926), Gold standard in theory and practice (1927, 2:a upplagan 1931) och Trade depression and the way out (1931).